# 姫野つばさ
姫野 つばさ（ひめの つばさ、4月24日 -（年齢非公開） ）は、日本の声優、女優。東京都出身。劇団ドリームクラブ雪役、ラジオパーソナリティ、MCなどでも活動。フリーランス。

## 経歴
声優としてラジオパーソナリティやゲームCV、司会、ナレーションなどを務める。2013年に劇団ドリームクラブの雪役に選ばれた。東京ゲームショウ2014、2016、2017では、ディースリーパブリッシャーブースで雪役としてMCを務めた。『俺物語!!』でテレビアニメデビューを果たす。自身のファンのことを「姫コン」と呼んでいる。2015年12月をもって三木プロダクションを退所。その後2019年3月よりE-sprinG所属。
2021年1月よりフリーランスとなる。
現在、ハント症候群で右顔面麻痺闘病中であり、日々の症状などをTwitterやブログに綴っている。
好きな食べものはチョコレート、ラーメン、いちご、さくらんぼ、吉野家の牛丼、31アイス。
趣味は料理、漫画、ゲーム、カクテル作り。

## 出演

### テレビアニメ
- 俺物語!!（女子学生1）
- クレヨンしんちゃん（「おバカはじめて物語」シリーズ挿入歌）
- アニメ「ぐんまちゃん」（挿入歌「ハニワ音頭」）

### ゲーム
- アプリゲーム「三国海戦オンライン」（2016年、小喬 他）
- アプリゲーム「ファンタジースクワッド」（2017年、アイリーン）
- ブラウザゲーム「GIGA WRECKER」（2017年、東アマネ 他）
- アーケードゲーム「ポケモンガオーレ」（2019年、えんげいかノノコ）
- 龍が如く7 光と闇の行方（2020年）
- アプリゲーム「妖怪百姫たん！」（2020年、青女房）
- デジボク地球防衛軍 (2021年、雪）
- コットン リブート!（2021年、ベルベット女王[1]、ラスボス）

### テレビ番組
- 日本テレビ「踊る!さんま御殿!!」（再現VTR声の出演）

### ボイスコミック
- ヘタレ姉。（篠村真夏）
- 「ハードボイルド園児 宇宙くん」（染谷宇宙）
- 「Merryweather Comics」（多数）

### インターネットテレビ
- 「HIME TV」（ROOT JAM制作）
- 「KOMABU〜コマ部〜」
- 「劇団ドリームクラブ ニコ生店」
- ネットシネマ「俳句探偵575」（看護師、客）
- 東方Project MMDアニメ「幻想楓香抄」（八雲紫）
- 宮城、山形ラーメン組っ！（web漫画タイトルコール）

### ラジオ
- 日本香堂「癒しの香ギャラリー」パーソナリティ（真保繭子名義）
- 「姫らジ!!」メインパーソナリティ
- 「ヤギにも翼」メインパーソナリティ
- 「手塚とナッコのSunday“卵→KING”」『みんなで知ッチャオ！けんけつcollege』コーナーレギュラー（2018年4月 - 2021年3月、月一回レギュラー、ラジオ福島）[2]
- かつしかFM「ひめまなみのはるばる横浜から来ましたっ！」メインパーソナリティ
- かつしかFM「姫様は働きたくないでござる！」メインパーソナリティ
- かわさきFM「姫様は働きたくないでござる！」メインパーソナリティ

### 声優
- 立川あにきゃん2014 「ガッチャマンクラウズ」ステージ アシスタントMC
- 総務省主催ハッカソン「Tech Institute プログラミング・デイ 2014 in nicofarre」MC
- 「ガッチャマンクラウズインサイト 先行上映会＆トークショー」MC
- TOKYO GAME SHOW 2014 D3PublisherブースMC
- TOKYO GAME SHOW 2016 D3PublisherブースMC
- TOKYO GAME SHOW 2017 D3PublisherブースMC
- TOKYO GAME SHOW 2018 D3PublisherブースMC
- TOKYO GAME SHOW 2020 D3Publisherブひより」
- JAPAN ドラッグストアショー アース製薬ブースMC（2017～2019）
- ジャパンニューアルファCM（FMヨコハマ）
- （株）ゼストCM（文化放送）
- 春芳茶園CMムービーナレーション、濃い茶っ葉くんCV
- ムーンサルト『耳かき乙女vol.3』瑛梨奈編 CV
- バキュームモールド工業株式会社 企業宣伝VTRナレーション
- 「ガチ心霊」ナレーション
- スペースシャワーTV Blu-ray出演
- （株）萌店インフォ バースデーボイスアプリ
- 「流出心霊映像 誰も知らない恐怖動画10選」ナレーション
- 川崎楽大師「ゆめシネマ上映会」司会
- アイドル「山手壱番館 デビューイベント」MC
- ミカタスノーパーク雪祭場内ナレーション
- とら祭り2015 AKIBA POP JUNGLE コーナーMC
- （株）A.O.K主催ライブコンテスト『LIFE TIME FESTIVAL2013』新宿会場MC
- ライブイベント「VG01」MC
- ゲーム「ランスクエスト」販促イベントMC
- 熊谷市わくわくスポ文まつりステージMC
- かわさき楽大師映画上映会ステージアシスタントMC
- 福島ラーメン組っ！らーめんたまや零式「コダマ＝レイ少尉」CV
- 福島県献血イベント「ハートフルサタデー」AKB48舞木香純トークショーMC
- 一般社団法人川崎青年会議所70周年記念式典 司会
- 一迅社「2DK、Gペン、目覚まし時計」発売記念イベント トークショーMC
- 東京都後援 第一生命主催「恋するプレミアムパーティー」司会
- コレミ ボイス付きデジタルイラスト集 イラストレーターつるせキャラクター「日向ひより」CV

### DVD
- 「劇団ドリームクラブ 舞台ドリームクラブ 国民総ピュア化計画☆エブリデイが週末!?」（2013年12月20日、ネリム） - 雪 役
  - ホストガール ライブオンステージ Vol.2」（2014年9月10日、ネリム） - 雪 役
  - ホストガール ライブオンステージ Vol.3」（2014年11月20日、ネリム）
- 「演劇ユニットコレカラクルーズ 用心棒とその相棒 後編」
- 「-Battle Butler-[再演] yoppy project」 - 犬童あかり 役

### 舞台
- 劇団ドリームクラブ-舞台ドリームクラブ〜国民総ピュア化計画☆エブリディが週末!?〜（2013年8月） - 雪 役
  - ホストガール ライブオンステージ Vol.2（2014年5月）
  - ホストガール ライブオンステージ Vol.3（2014年7月）
  - ホストガール ライブオンステージ Vol.4（2014年11月）
  - ディナーショー2014（2014/12）
  - ホストガール ライブオンステージ in SHIBUYA REX（2015年2月）
- 劇団骸骨ストリッパーごきげん!?アキ（2014年3月） - 雪咲迷子 役
- 地球防衛軍×劇団ドリームクラブ ホストガール（or代表）スペシャルLIVEオンステージ」-東京ゲームショウ2014 ディースリー・パブリッシャーブース（2014年9月20日、21日 - 両日） - 雪 役、舞台MC
- 朗読イベント「朗毒笑〜RouDokuShow〜」企画・出演（2014年12月）
- 玄希弾 【謎解きXリーディング】Theatrick 新米助手の計らずも悩ましい一日（2015年1月） - 千代子 役
- 演劇ユニットコレカラクルーズ 朗読ライブ ディファインググラビティ（2015年7月） - レイジー・リトル・館内放送 役
  - 用心棒とその相棒（2015年12月） - ゲスト出演
  - 朗読公演 十二頭の怒れる獣2017（2017年1月） - ねずみ 役
- 劇団fragment edge 禽獣のクルパ（2016年1月） - 鼠谷ヨヨ 役
- つくば国際エクスチェンジ 朗読劇（2016年10月）「魔法のパンプキン」 - ジャッキー 役、悪魔 役
- 絵本朗読イベント「ナーサリーナイト」（2017年9月） - ルダム 役
- 朗読劇「三國戦国〜曹操 対 信長〜」（2018年2月） - 鏡花組 / 織田信長 役、水月組 / 明智光秀 役
- -Battle Butler-[再演] yoppy project（2018年6月） - 犬童あかり 役
- 朗読劇「銀河鉄道の夜〜私たちは、夜空に瞬く夏のトライアングル〜」（2018年7月）- 津田花梨 役

### その他
- （株）SCRAPリアル脱出ゲーム「暗号王国からの脱出」 - サイファちゃん 役
- 川崎大師金山神社 ミスかなまら祭2021-2022